# エジプト革命 (2011年)
2011年エジプト革命（2011ねんエジプトかくめい）は、エジプトの国内外において2011年1月より発生した大規模な反政府デモとそれに付随する事件の結果、当時のホスニー・ムバーラク大統領が辞任に至った革命。

## 概要
チュニジアにおいて長期政権を倒したジャスミン革命に触発され、約30年の長きにわたり大統領職にあり独裁政権を維持したムバーラクに対する反発が表面化し退陣を要求するデモが繰り返された。この騒乱により、ムバーラクは退陣し、政権の長期独裁に終止符が打たれることになった。前述のチュニジアの革命を起因としてアラブ世界で巻き起こった一連の変革「アラブの春」のうちの一つである。
この事件の名称や通称、政権崩壊にまで至った要因については様々な議論がある。

## 名称について
エジプトやアラブ世界ではこの革命の別名として
- 1月25日革命(25 January Revolution, ثورة 25 يناير Thawrat 25 Yanāyir)
- 自由革命(Freedom Revolution ,ثورة حرية Thawrat al-Horriya)[5]
- 激怒革命 (Rage Revolution ,ثورة الغضب Thawrat al-Ġaḍab）

等と呼ばれ、まれに
- 若者の革命(Youth Revolution, ثورة الشباب Thawrat al-Shabāb)
- ロータス革命 (Lotus Revolution[7]ثورة اللوتس)
- 白色革命 (White Revolution, الثورة البيضاء al-Thawra al-bayḍāʾ)[8]

とも呼ばれる。
日本のメディア上では「エジプト革命」と記載されることが多い。

## 背景
エジプトはムバーラクのもと、2000年以降に経済の自由化を推し進めた。その結果、年間5 - 7%の経済成長率を維持し、2010年も5.3%と推測されていた。だがその一方で若年層の失業率は高く、20代での失業率は2割という試算もあった。国民の約2割は1日2USドル以下で生活しているとも、4割以上が1USドル以下で生活しているとも言われ、物価高も不満の要因となってきていた。
29年間続く非常事態宣言の中で野党関係者が政府によって恣意的に弾圧されたこともあり、人権状況の改善も訴えられてきた。
またホスニー・ムバーラクが2011年秋の大統領選挙で6選を狙っているという観測や、後継者に次男のガマルが目されていたことも批判の対象となっていた ほか、縁故主義（ネポティズム）も問題視されてきた。

## 直前の状況
2010年暮れに始まったチュニジア国内の騒乱は、23年間の長期政権を維持してきたベン＝アリー大統領が2011年1月14日に国外に脱出して政権が崩壊するに至った。インターネット上ではジャスミン革命とも呼ばれたこの事件は、長期独裁政権が民衆によって倒されるという、アラブ諸国ではそれまでほとんど見られない結末に至った。エジプト政府は「チュニジア国民の選択を尊重する」と表明したが、チュニジア同様にエジプトでもホスニー・ムバーラク大統領が強権的な政権を29年以上にわたり維持し、また貧富の差が激しいことも共通していたことから、当局は騒乱の波及、即ちチュニジアからの「革命の輸出」を懸念していた。後述するように焼身自殺をきっかけにチュニジア政変が起きた事にならったとみられる焼身自殺が相次いだこともあり、政府は食料品への補助金を増やすなど飛び火回避に躍起となった。その一方で、エジプトのマスコミでは社会構造や政治に対する国民の意識がチュニジアとは違うため、騒乱の波及はないとする論調もあった。
しかし、変革のうねりがエジプトに飛び火する下地になる事件は存在していた。2010年6月6日にアレクサンドリア出身のプログラマであるハーリド・サイードが死亡した事件である。後にデモに参加した仲間達の主張によれば、彼は薬物犯罪担当警察官による麻薬の密売を告発し、インターネットを通じて警察の不正を追及したところ、警察の監視下におかれ最終的に撲殺されたという。告発後に彼がネットカフェにいるところを警察官に捕えられ、外に引きずり出されたうえで身体が膨れ上がり歯が欠けるほどの暴行を受けていたにもかかわらず、当局は「所持した麻薬を隠すために袋ごと飲みこんだ際に窒息して死亡した」と発表した。この件が後にGoogle幹部のワエル・ゴニムによって公表されたため、2011年1月25日に発生したデモは後述の件も合わさり大規模なものに発展することになる。
1月14日には首都カイロにあるチュニジア大使館の前で反政府デモが発生した。ジャスミン革命の発端となった焼身自殺に続く事件が北アフリカを中心に続発する中で、エジプトでも1月17日から18日にかけてカイロやアレクサンドリアなどで合わせて3人が焼身自殺を図り、死亡者も出た。1月21日には低賃金にあえいでいた男性が焼身自殺を図り大やけどを負うなど、類似した事件が後を絶たなかった。そもそもイスラム教では自殺が特に厳格に禁じられている中にあってもなお自殺を選択する例が続発し、それゆえに一連の抗議行動はエジプト国民に大きな同情と政権への怒りを呼び起こした。

## 大規模デモ発生から政権崩壊まで
エジプトにおいて多人数が集まっての集会、即ちデモは禁止されていたが、ネットワークを介した呼びかけにより「警察の日」ならびに金曜礼拝に前後して大規模なデモが繰り返され、ムバーラク退陣を要求する声があがった。これに対しムバーラクは内閣刷新、改革の実施、また次の選挙には出馬をしないことを表明する一方で任期一杯の9月まで大統領職に留まる意思を示した。だが、デモは収まらず、軍は中立を表明し、諸外国からも退陣を要求されるに至り、ムバーラクは追いつめられ、遂に大統領職を辞した。

### デモの呼びかけ
若者を中心とする高い失業率や、穀物高騰による食糧品値上げで貧困層の経済状況が悪化し、またチュニジアの政変が伝えられるなか、民主化運動を支持する青年組織「4月6日運動」や野党勢力が1月25日に大規模な反政府デモを計画。複数の団体がFacebookを通じて参加を呼びかけ、1月22日の時点で5万人が参加を表明、最終的には8万7000人に達した。これに対し、政府はデモ抑止に動いた。また、ジャスミン革命の原動力の一つになったとされているFacebookやTwitterといったサービスについて、大規模デモ発生に前後してエジプト国内からのアクセスが遮断されたほか、携帯電話の一部も使用不能になった。後にTwitterは対抗サービスを開始している（後述）。Facebookにおいて最初に1月25日の反政府デモを呼びかけるページを作ったのはGoogle幹部のワエル・ゴニムであったとされるが、デモ2日後の1月27日に消息を絶ち、2月6日にエジプト政府当局が解放すると発表した。
なお、反ムバーラク派は「警察の日」であった1月25日をデモの日に選んだ。警察の日にデモが定められた理由は、警察がハリド・サイードを撲殺したとされたことからである。そのため、多くのデモ参加者が「私達は皆ハリド・ザイードだ」と気勢を上げ、また彼の写真を掲げて行進した。

### 1月25日大規模デモ

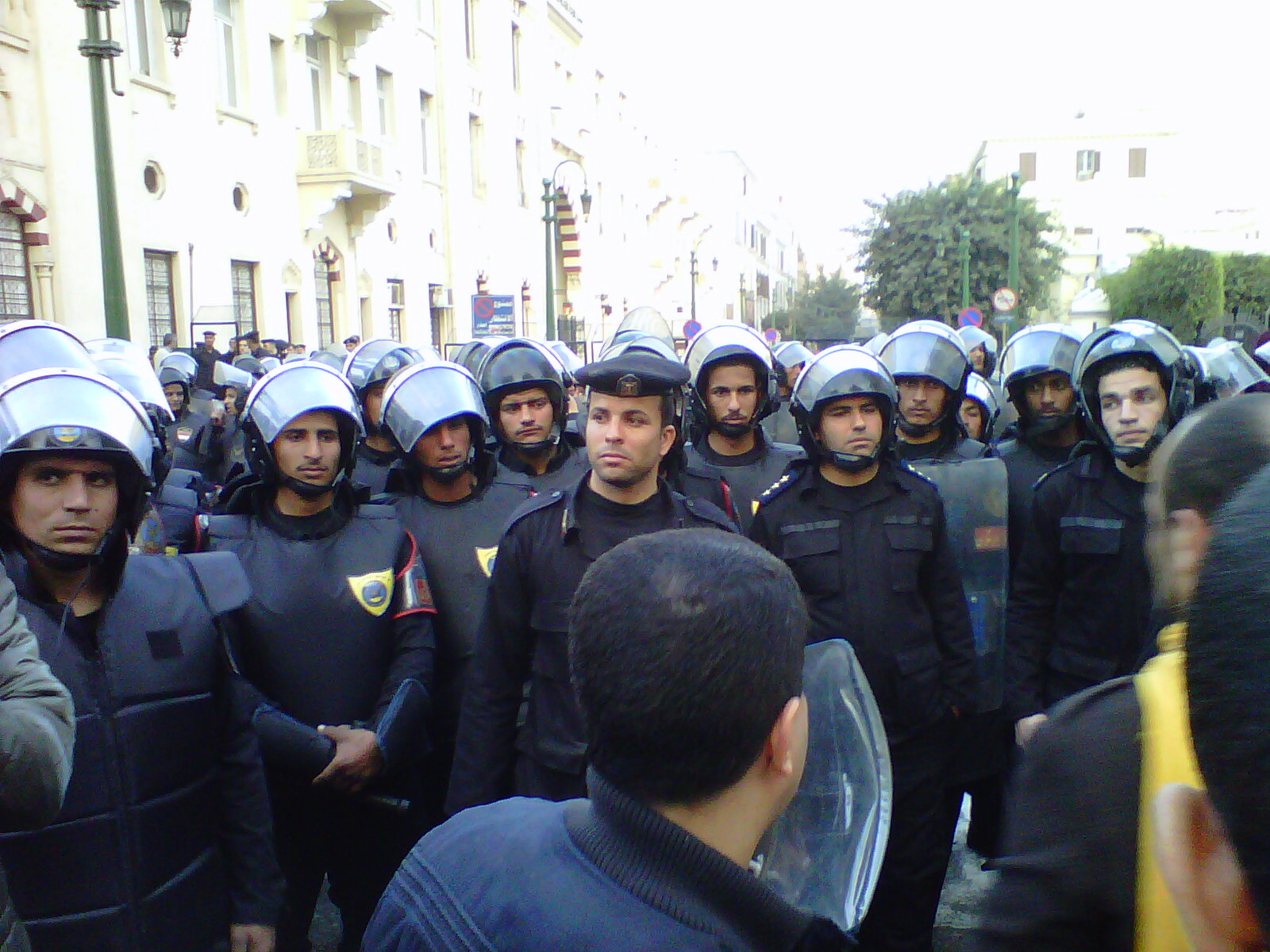
1月25日、展開する治安部隊。

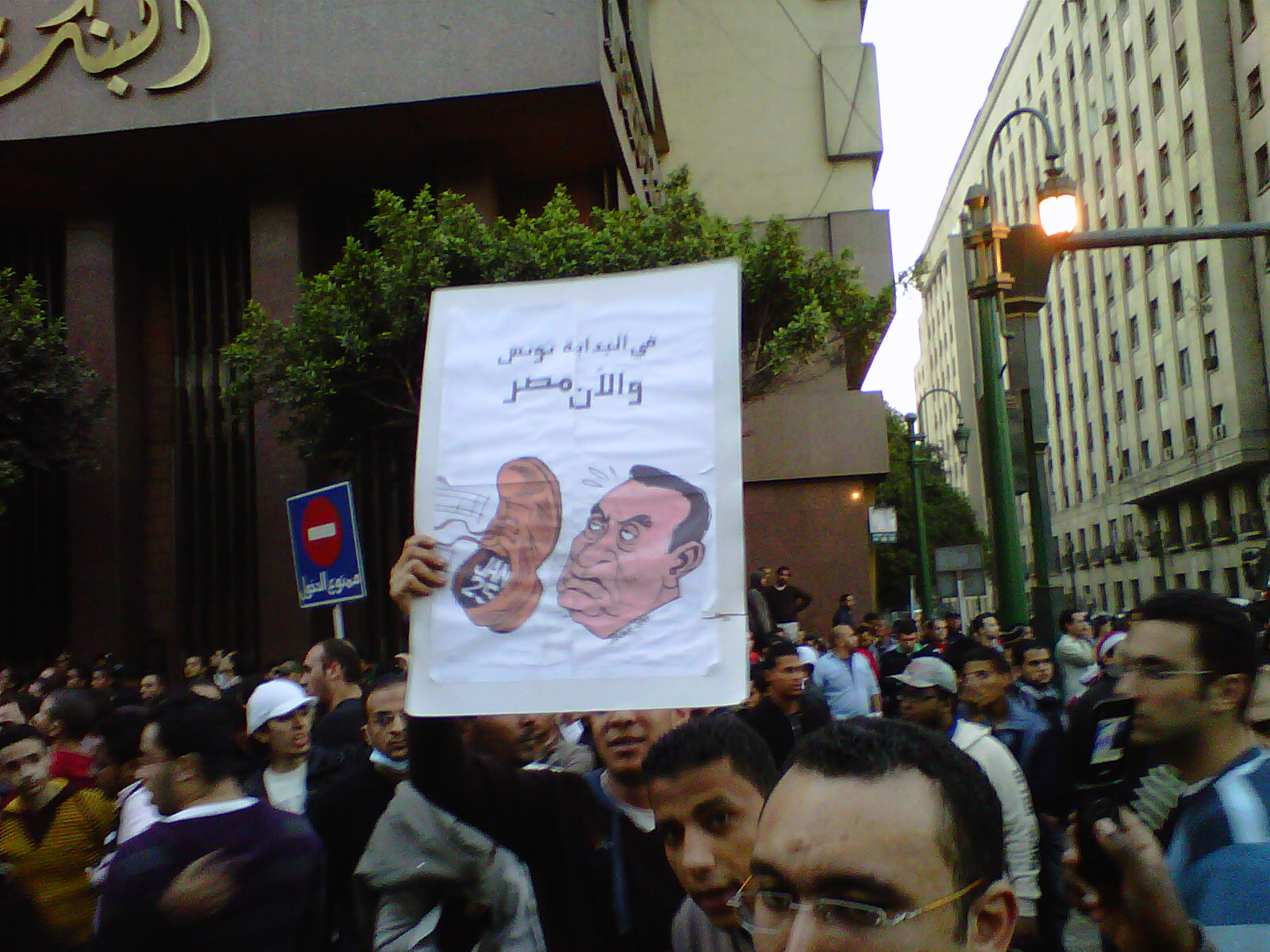
1月25日と書かれた靴を投げつけられるムバーラクが描かれた横断幕。アラブ世界では靴を投げつける行為は最大の侮辱の意思表示である。

1月25日、カイロやアレクサンドリア、スエズなどでデモが実行され、少なくとも約1万5000人が参加したとされている。ムバーラク退陣を求める声が上がり、ムバーラクのポスターが破られ、燃やされた。その怒りの矛先はアメリカ合衆国やイスラエルにも向けられた。
これらのデモの動きに対して治安当局は実力による鎮圧を図り、デモ隊を強制排除するため催涙弾を使用した。特にタハリール広場への座り込みを続けた数千人規模のデモ参加者に対しては26日未明に放水車や催涙弾を使用して強制排除を行った。
このデモにより初日の時点で市民2人、警官隊1人の合計3人の死亡が確認され、治安部隊50人が負傷するなど多数の負傷者も発生し、500人が拘束された。エジプトにおいてこうした大規模な反政府デモは異例のことであった。また野党勢力は25日、秋に予定されている大統領選挙に出馬しないようムバーラクに要請した。
1月26日、エジプト内務省は集会禁止を発表しデモを抑圧しようとした が、インターネットを介してデモの呼びかけが続けられ、カイロやスエズで合計3,000人規模のデモが発生し、与党国民民主党の事務所への火炎瓶投げ込みや、スエズの県庁舎への放火が行われた。デモ参加者が投石を行ったり、タイヤを燃やすなどして抵抗したが、対して治安部隊は催涙弾やゴム弾などを使用して、これを排除した。タハリール広場にも再びデモ隊が集結し、治安部隊が催涙弾で排除する事態となった。
1月27日にはスエズの警官隊詰め所にデモ参加者が放火。この時点で死者6人、1,200人が拘束されたとされている。また検察当局は、デモ参加者40人について政権転覆を図った容疑で起訴した。治安部隊の強化によりカイロでのデモは抑え込まれたが、地方のスエズやイスマイリアではデモ参加者と治安部隊の衝突が続き、シナイ半島北部では差別的な扱いを受けてきた遊牧民数百人が警察署を取り囲み銃撃戦が発生、ロケット弾も使用され、そのうちの1発が近くにある医療施設を直撃した。このように治安部隊だけでなく民衆側も武装してデモに加わるようになるなど、一部で先鋭化する動きが出始める。この日までに死者は7人になった。
エジプト証券取引所は1月27日を最後に取引を停止した。

### 怒りの日

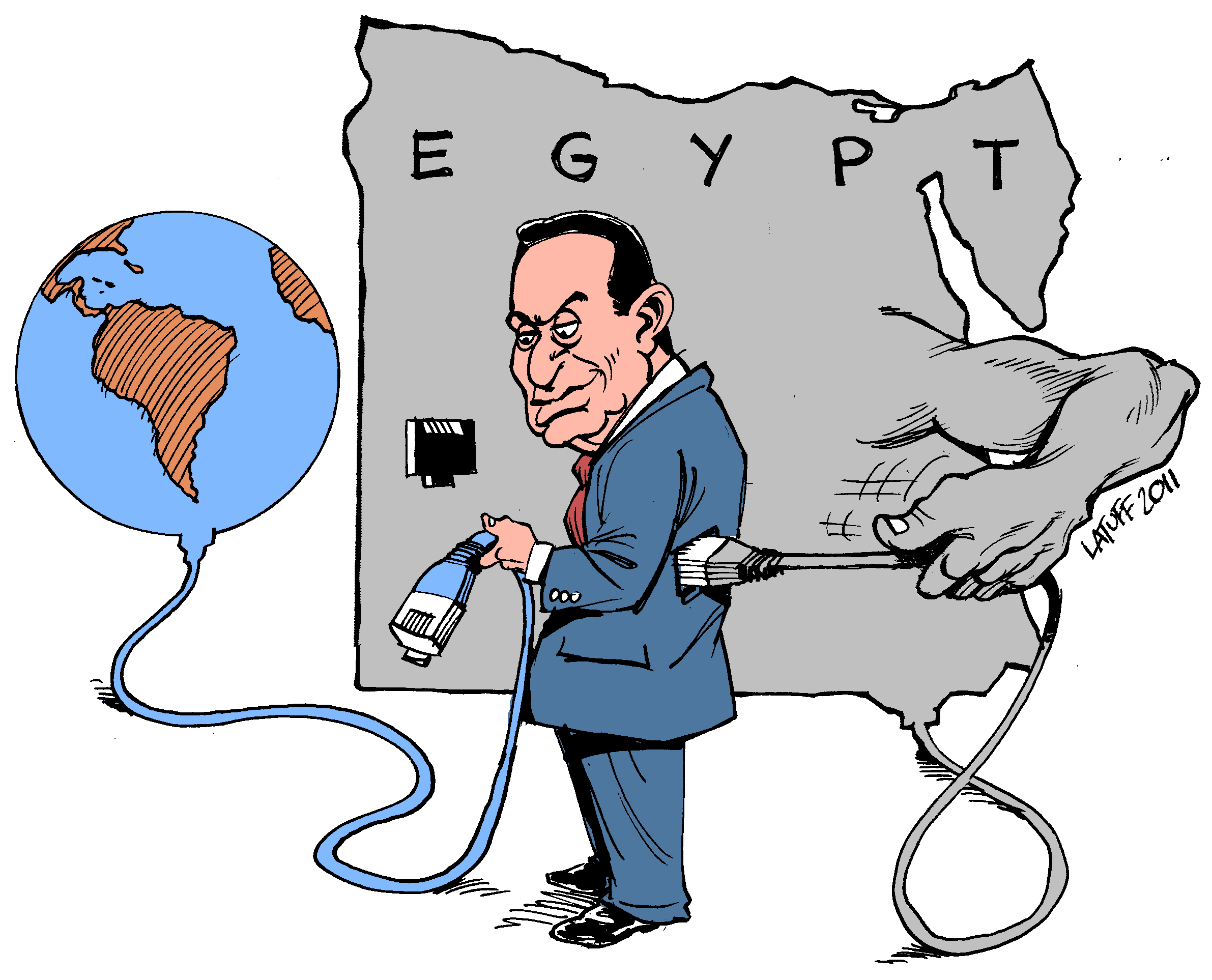
カルロス・ラトゥッフによる風刺漫画。ムバーラクがネットワークのプラグを引き抜いてインターネットからエジプトを遮断したが、今度はエジプトがムバーラクからプラグを引き抜こうとしている。

野党勢力は25日の大規模デモ直後より、金曜礼拝には人が多く集まることを狙い、礼拝の行われる1月28日にもデモを実施することを呼びかけ、IAEA前事務局長であり民主化勢力の指導的立場にあったモハメド・エルバラダイも前日にエジプトに帰国し、デモに参加する意向を表明した。また国内の比較的穏健とされるイスラーム主義組織であり、国内最大の野党勢力でもあるムスリム同胞団もこのデモへの支持を表明。こうした動きに当局は警戒の強化を行い、特にカイロ市内各地には軍の特殊部隊が配置された。
28日、インターネット、携帯電話、携帯メールが遮断された。これは政府がサービス停止を命じたとされている。
28日に金曜礼拝が行われたが、その際には靴を履いたままの者が目立った。靴を履いたままでの礼拝は緊急時にのみ許されるという。礼拝終了直後からムバーラク退陣を求める声があちこちで叫ばれ、各地で数千から数万人が集まり、デモが発生した。この行動は後に「怒りの金曜日」と名付けられた。事態弾圧のために軍が出動したが、その一方で鎮圧する側の警官隊の中には命令を拒否したり、制服を脱いで反政府デモに参加する者も現れたり、民衆と握手を交わす兵士の姿も見られた。デモに支持を表明していたムスリム同胞団の幹部ら少なくとも20人が相次いで逮捕された。デモにはサッカー応援団が加わり、警官隊と衝突した。
ムバーラクはカイロ、アレクサンドリア、スエズにおいて午後6時から翌日午前7時までの間、夜間外出禁止令を出し、直後に対象が全土に広げられた。だがデモ隊はこれを無視。警察署や警察車両が放火され、ムバーラクの「独裁の象徴」とされるカイロの国民民主党の本部ビルにデモ隊が放火し、炎上。雄叫びを上げる参加者も現れた。カイロ上空には軍のヘリコプターが旋回し、機関銃を搭載した軍の装甲車が市街に十数台展開するなど戦場の様相を呈し、無政府状態となった市内では略奪行為も相次いだ。
この日のデモは、これまでの中で最大規模のものに発展し、この日だけで死者は38人、負傷者は1,000人を数えた。こうした中で与党内部からも、大統領に対して大胆な改革を行うよう求める声も出始めた。

### 内閣更迭、退陣拒否
1月29日未明にムバーラクは国営テレビにて「テレビ演説」を行い、大規模デモ発生後に初めて公に姿を現した。演説の中で国営テレビにアフマド・ナズィーフ首相を含む全閣僚の解任と民主化、経済改革の実行を約束した。しかしデモ参加者の求める退陣には応じず、デモに対する強硬姿勢も示したため、直後に演説に反発したデモ隊数万人がカイロに集結し退陣要求デモが発生するなど事態打開の決め手とはならなかった。この時点で死者は70人を超えたとも報じられた。警察は交通整理の警官も治安部隊も姿を消した。軍は「武力行使をしない」と発表した。またこの日、夜間外出禁止令が午後4時から翌朝8時までと延長された。同日中にナズィーフ内閣は総辞職。ムバーラクは前内閣で民間航空大臣だったアフマド・シャフィークを新首相に指名し、組閣を命じた。副大統領には情報長官で、国民の人気が高いオマル・スレイマーン（以下スレイマン）を指名。ただし、スレイマンはムバーラクに大統領退陣を促していたとも報じられている。
政権側もデモを抑えきれない状況が続き、29日にムバーラクが退陣を表明するのではないかという憶測も流れたが、実際にはそうはならなかった。
また、29日には数々の貴重な収蔵物を擁するエジプト考古学博物館は軍や市民が混乱から守っていると伝えられたが、古代エジプトのミイラが2体破壊されるなどの被害を受けた。
1月31日、ムバーラクがシャフィーク内閣を任命。スレイマン副大統領は野党に対話を呼びかけた。
またこの日、エジプト当局よりインターネットを遮断された同国民向けに、TwitterがGoogleなどと協力し、電話からメッセージを書き込めるサービスを開始した。

### 反政府・親政府派の衝突
野党勢力は2月1日の無期限ゼネラル・ストライキと、タハリール広場から大統領宮殿までの100万人デモ行進を呼びかけた。これに対して政権側はデモ参加者のカイロへの流入を阻止する目的で鉄道運行休止や、首都とスエズ間の主要道路を封鎖するなどの交通規制を行った。また軍とデモ隊の衝突も懸念されたが、軍当局は銃を向けないと否定、デモ参加者への武力行使を拒絶し中立を表明して大規模なデモを黙認した。こうした中、タハリール広場で決行されたデモには20万人以上が集まった ほか、アレクサンドリアで参加者5万人、スエズで2万人を超すデモが行われた。カイロでの大規模デモは騒乱が始まって以来最大規模のものとなり、軍からの支持も得られず、ムバーラク退陣は避けられないとの憶測も流れ始め、1日夜の国営テレビにおける演説にて、ムバーラクは次期大統領選挙への不出馬と、与党に有利であった選挙制度の改革を実施することを表明した。これにより、ムバーラク政権は約30年で終止符が打たれることになった。
この演説後から、ムバーラク支持を唱えるデモ隊が集結し、その一部は馬やラクダを駆って乗り付けた。ムバーラク退陣を求めるデモ隊と衝突し、大統領支持派が発砲するなどして死傷者が発生した。政府がムバーラク支持派を扇動して反政府デモ参加者に攻撃させたとの説も浮上し、当の政府はデモ沈静化という目的に反するとしてこれを否定しているが、後に、この日ラクダや馬に乗って反政府デモ隊に突入した集団は、与党議員より要請されて行ったことを認めている。支持派は一枚岩ではないほか、政権に金で雇われた者が含まれていたことが指摘されている。この衝突により、エジプト国内の深刻な分断が明らかとなった。
この衝突についてシャフィーク首相が2月3日に国営テレビ演説にて謝罪し、衝突の原因について調査を約束した。タリハール広場での衝突は続き、午後には大統領支持派が1時間以上にわたり反体制派に発砲を行った。双方を分断するため、軍によって緩衝地帯が設置された。またムバーラクは性急に大統領を辞任すれば混乱が拡大すると主張し、即時の辞任を改めて拒否したが、同時期にアメリカ政府がエジプト政府と、ムバーラクの退陣・暫定政権の樹立という政権移行を協議していると報じられた。
この間にも犠牲者は増え続け、国際連合人権高等弁務官のナバネセム・ピレイは2月1日の声明の中で、これまでの騒乱のために非公認ながら死者300人、負傷者3000人以上、また逮捕者数百人が出たとし、エジプト政府を非難した。

### 政府当局による情報統制
1月30日、テレビアル・ジャジーラが禁止された。
2月2日、デモを取材していた日本人カメラマンがムバーラク支持派の民衆に殴られて負傷するなど暴力を受け、またベルギー人記者が治安当局に身柄を拘束されたり、取材を中止して立ち去るよう脅迫されるなど、ムバーラク支持派によるジャーナリストへの攻撃が鮮明になった。こうした報道関係者への攻撃は、2月7日までに少なくとも150件に達した。
またエジプト当局の指示によりインターネットの各種サービスが遮断されていたが、2月2日までには再び利用可能となった。
ボーダフォンは2月3日、政府当局が同社など通信事業者に無断で、反政府デモに立ち向かうよう要請する匿名のメールを送信していることを公表し、批判した。

### 追放の金曜日
反ムバーラク派は数日前より、安息日にあたる2月4日に再度デモを行うよう呼び掛けてきた。これに対し賛否両論の声が挙がる中、後に「退陣の金曜日」「追放の金曜日」と呼ばれる約20万人規模の大規模反政府デモが行われたが、大きな混乱はなかった。これに対しムバーラク支持派も「忠誠の金曜日」と命名した数千人規模のデモを行った。
また、夜間外出禁止令が午後8時から翌朝午前6時までに緩和され4時間短縮された。

### 野党との対話へ
2月5日、ムバーラクの次男を含む国民民主党の役員が全員更迭された。同時に、ムバーラクが党首を辞任したと一時報じられたが、すぐに取り消された。翌2月6日にはスレイマン副大統領がムスリム同胞団などとの協議を開始。野党勢力との対話が始まった。治安が改善されれば非常事態宣言を解除し、また憲法改正のための委員会を設置することでも合意した。一方でこの会談にエルバラダイは招かれず、影響力低下を指摘する声もささやかれた。6日から7日にかけて、デモの参加者は一時的に大幅に減じた。
ムバーラク大統領が新内閣の初閣議を行い、4月からの公務員の給与を15％引き上げるなどの決定を行った。また、2月2日から3日にかけて起こった衝突の原因調査や責任追及を行う独立調査委員会の設置を決定し、翌日8日に設置された。
またこの日、Googleの幹部で反政府デモの立役者とされ、1月27日に失踪したワーイル・ゴネイムがエジプト当局より釈放された。
2月8日にムバーラクが野党との対話で設置が決まっていた憲法改正委員会の設置を指示。先日のデモ隊衝突に関する独立調査委員会のほか、野党との合意内容の履行を監視するための委員会も同時に設置されている。こうして政権側は民主化に向けた改革を行う姿勢をアピールしたが、釈放されたワーイル・ゴネイムが参加した影響もあってか約25万人がデモに参加し、過去最大級となった。こうした動きに、スレイマン副大統領はデモの長期化を容認しない姿勢を示した。

### 政権崩壊への序曲
2月10日、タハリール広場でのデモは拡大の一途をたどり、首相府や人民議会を包囲。これによりシャフィーク首相は閣議を首都郊外にある民間航空省にて行わざるを得なくなった。金曜礼拝が行われる2月11日にも大規模な反政府デモが呼びかけられた。
また首都カイロ市内でバスや地下鉄といった交通機関などをはじめとして、各地で待遇改善を求めてストライキが実施された。大統領退陣を要求する反政府デモと直接関係はないが、一連の動きに触発されたとされる。
野党との交渉には暗雲が垂れ込めはじめ、アフマド・アリー・アブルゲイト外務大臣が混乱を収めるため軍が介入すると発言したことに反発した野党の国民統一進歩党が政府との対話からの離脱を表明した。

### 断末魔
シャフィーク首相はBBCに対してムバーラクが大統領を辞任する可能性を示唆。国民民主党のホサーム・バドラウィ幹事長もスレイマン副大統領へ大統領権限が移譲される可能性について言及し、ムバーラクに対して辞任を進言していた。このほか軍司令官がデモ隊に対して「要求は全て実現するだろう」と述べたと報道されるのみならず、CIAのレオン・パネッタ長官が米議会公聴会にて退陣表明するとの見通しを示すなど、ムバーラクが辞任を表明するとの観測がなされた。
しかし国営テレビでの演説ではスレイマン副大統領への権限委譲を発表したものの、自らの大統領職務の即時辞任を拒否し、任期一杯の9月まで大統領職に留まると表明した。また「この国で生まれ、この国で死ぬ」と出国ないし海外亡命の可能性も否定した。この演説は反政府デモ参加者を落胆させる結果となった。なお、ムバーラクは元々は大統領退陣を表明するつもりであったが、次男ガマルが直前に原稿を書き換えて辞任拒否となったと報じられている。また演説の収録中、ムバーラクの長男アラアとガマルが責任の押し付け合いを行うなど乱闘寸前になり、側近が止めに入ったという。

### 政権崩壊

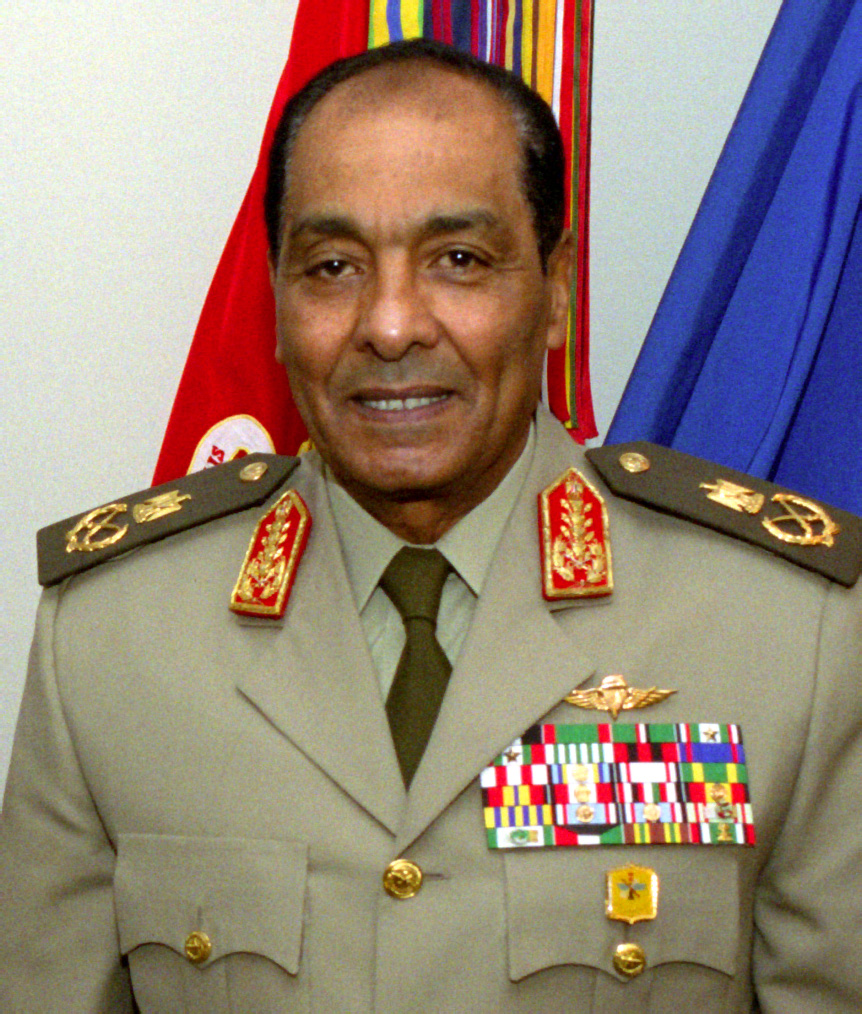
軍最高評議会のムハンマド・フセイン・タンターウィー議長

反ムバーラク派は2月11日を「挑戦の金曜日」または「追放の金曜日」と名付け、ストライキやデモを呼び掛けていた。当日行われたデモは全国で約100万人規模になり、首都カイロのデモの中には、軍将校3人が軍服を脱いでデモに参加する一幕もあった。
スレイマン副大統領は国営テレビで演説し、ムバーラクが大統領職を退き全権をエジプト軍最高評議会に委譲した後、一家はリゾート地であるシャルム・エル・シェイクに移動したと発表。30年近くに及んだムバーラク政権はここに崩壊した。なお辞任表明後にムバーラクの体調が著しく悪化し、意識不明の重体になったと報道された。
ムバーラク政権崩壊を聞き付けた人々からは解放感があふれ、歓喜の雄叫びが上がった他、花火が打ち上がるなど、さながらお祭りのような騒ぎになっていた。
またこの日、スイス政府がムバーラクの資産を3年間、全て凍結したことが明らかにされた。しかし総額400億UKポンド（約5兆円）ともされる資産はデモ発生の最中にサウジアラビアやアラブ首長国連邦などといった中東諸国に移された可能性が指摘されている。

## 政権崩壊後の動き
ムバーラク辞任後、エジプト軍最高評議会が全権を掌握して憲法を停止し、事態の収拾に努めるとともに半年以内に憲法の改正、大統領ならびに議会の選挙を行うとしていた。その後、軍による暫定統治が続き、人民議会選挙を2011年11月28日に、また大統領選挙を2012年末に実施することを決定した。

### 2月12日 - 2月17日
2月13日には、エジプト軍最高評議会が『現行エジプト憲法の停止並びに人民議会を解散する』決定を行い、全土に布告すると共に、「6ヶ月以内に憲法改正国民投票を行った後、大統領選挙と議会選挙を実施する」ことも併せて発表した。新政権発足までの間、エジプト軍最高評議会が一連の政策決定を行い、行政面はシャフィーク首相が留任して担当することとなる。
一連の動きの中心地であった首都カイロのタハリール広場では、2月13日以降、軍や若者達によってバリケードやテントなどが撤去され、車の流れが戻るなど通常の姿を見せ始めた。また投石やごみであふれる広場内を自主的ないしはネット上での呼びかけによって清掃する人達の姿も見られた。また同広場以外でも装甲車の落書きを消したり、考古学博物館の壁やフェンスをペンキで塗るボランティアの姿も見られた。ただ、まだ情勢の推移がはっきりするまで広場に居座るべきだとする人達と引き上げるべきとする人達とで議論が起こったり、退去するよう呼び掛けた軍との間で小競り合いも起こったりと、まだ落ち着く様子を見せていない。
2月14日にはムバーラク政権下で抑圧されてきた警察官など公務員を含む労働者層から、賃上げを要求するデモが全国で散発した。デモ主催者の中には前政権下で腐敗した幹部の辞任や更迭を求めている。軍の最高評議会は「治安や経済に大きな打撃となる」と声明を出し、経済復興に協力するよう求めた。
2月15日には軍が、携帯電話のメッセージ機能を通じて自制を求める声明を発表した。これはデモの参加者が若者を中心としたことを意識したもので、国営テレビからではなく携帯電話を使用したのはエジプトでは初の試みになった。
2月16日には、エジプト保健省がデモによる死者を365人、負傷者を5500人と公表した。ただ、この数は医療機関の報告を基にした途中集計で、警察官からの犠牲者は含まれていないため、今後さらに増える可能性がある。同じ日には、公正な大統領選挙の実施とスムーズな政権移行を求めるため、デモに参加した8グループが中心となって、各界の有識者ら約20人で構成されたエジプト革命理事評議会が設立された。ただ、あくまで上記の目的を達成するための緩やかな連合体のため、一つの政党になることはなく、今後実施される大統領選挙や議会選挙では一線を画することを明らかにしている。

### 2月18日
ムバーラク政権打倒から初めての安息日になったこの日、タハリール広場を中心に「革命勝利集会」・「勝利の行進」と題して数百万（うちタハリール広場では数十万）の参加者がデモを繰り広げた。このデモでは犠牲者365人の追悼礼拝と非常事態の解除、政治犯釈放、ムバーラク時代に任命された内閣の退陣などを訴えた。ただ、軍との衝突は起こらず、軍もデモ参加者の誘導に終始したため、この日のデモはそれまでのものとは違い、平和的でお祭りのようなものになった。
しかし軍の最高評議会は、エジプト国内で頻発するストライキに対して事実上禁止する旨の声明を発表している。

### 2月19日 - 2月21日
2月19日には、ムバーラク政権崩壊後初めて、カイロの裁判所によって元ムスリム同胞団メンバーで構成するワサト党が政党として認可された。同日には、政治犯が487人おり、そのうち222人を近く釈放するとシャフィーク首相が表明した。また前日の軍がストライキを事実上禁止する旨の声明を受けて、ムスリム同胞団は軍にデモやストライキを起こしている労働者との対話を促している。
2月20日には、カイロのエジプト考古学博物館やイスラム芸術博物館、ギザのピラミッド、アスワンやルクソールの博物館などが再開されたと当局が発表した。また北部にあるエル＝マハッラ・エル＝コブラのエジプト最大の紡績工場で起きたストライキも終了し、操業が再開。金融機関では銀行もこの日から再開した。また、前日に政治犯222人を釈放するとしたうちの108人が釈放されたと国営テレビが伝えている。
2月21日には、ムスリム同胞団が自由と公正党を結成。綱領や人事は決まっていないものの、半年後に行われるとされる議会選挙に向けて参加するために結成されたと見られる。なお、ムスリム同胞団は無所属という形で人民議会に88議席を有している。また、シャフィーク政権が小規模な内閣改造を実施。初めて国民進歩統一党・新ワフド党といった野党からも政権に入閣。情報省のポストを廃止したものの、総辞職を求めていた若者達やムスリム同胞団からは非難されている。

### 2月22日 - 2月28日
2月22日には、イランの軍艦2隻がスエズ運河を通過した。エジプト軍の最高評議会は通過に際しては問題ないと発言していたものの、交戦状態にない限り、どの国の艦船にも運河を通過させてきた経緯があったため認めざるを得ないことが背景にあると見られている。なお、当初はムバーラク政権後の混乱を理由に通過は認めていなかった。
2月23日には待遇に不満を持っている警察官がデモを起こし、内務省関連施設が放火されている。
2月25日にはシャフィーク政権退陣を掲げるデモが発生。翌26日未明にはデモ隊と軍が衝突し、デモに参加した数人の若者が拘束された。この件に関して、軍の最高評議会は遺憾の意を示し、拘束していた若者達も釈放するとしている。
2月26日には、憲法改正委員会が大統領任期を6年から4年に短縮、3選禁止をうたった改憲案を明らかにし、同日最高評議会に承認された。大統領の任期・選数以外にも推薦人の数を250人から30人に縮小。大統領就任後60日以内に副大統領を任命する条項も併せて設置された。なお、非常事態令は、期間を最大6か月と規定し、延長する場合は国民投票による承認を必要とした。さらに判事による選挙監視強化の条項も加えられた。
2月27日には前日軍の最高評議会に認可された大統領の権限も含めた憲法条項改正案は3月19日に国民投票に掛けられることになった。決定すれば、6月に人民議会、8 - 9月に大統領選挙が実施される運びになる。

### 3月
3月3日には、かねてから反ムバーラク派から解任要求の出されていたシャフィーク首相が辞意を表明。後任には一連の反政府デモに参加していた元運輸大臣のイサーム・シャラフが就任したと軍の最高評議会がFacebook内で発表した。軍が国民の要求に応えることで、柔軟さを見せる狙いと大統領選・議会選挙に向けて国内の情勢を安定させたい狙いがあるとされる。なお、これにより、3月4日に予定されていたシャフィーク内閣総辞職を求めた大規模なデモは回避されることになった。

### 7月
上旬から、若者がタハリール広場で座り込みを行った。

### 民政移管への紆余曲折
軍最高評議会による暫定統治が長引き、2011年10月の世論調査では半数近くが改革の遅れを指摘。また軍の特権を維持するなど自らに有利な新憲法を制定しようとする動きに反発し、11月18日より民政移管を要求するデモが発生。首都カイロ以外にもデモは拡大し、治安部隊との衝突により、3日間で死者20人以上、1100人以上の負傷者を出すに至り、11月21日にイサーム・シャラフ首相は内閣総辞職を表明した。しかしデモは収まる気配を見せなかった。
12月7日にカマル・ガンズーリを暫定首相とする政権が発足し、軍事や司法関連を除く大統領権限が軍より移譲された。その後も軍最高評議会に対するデモは発生し、治安部隊はこれを弾圧。12月20日にはデモ弾圧に抗議するため1500人がデモを起こしている。
2012年1月3日には人民議会選挙の投票が終了し、イスラム教系の政党が躍進。自由と公正党が第1党の座を確保し、1月23日に議会が初召集された。
2012年2月1日にはポートサイドで行われたサッカーのエジプト・プレミアリーグアル・マスリ対アル・アハリ戦で暴動が発生（エジプト・サッカー暴動）。その試合を観戦していたアル・アハリのサポーターがカイロで軍事政権に対する民間への政権移譲を求める大規模なデモが、この試合に対する警備上の不備と共に起こった。この暴動で、人民議会が緊急開催されるなど、政治情勢が一気に流動化した。
2012年5月23日から24日にかけて大統領選挙が行われたが過半数を得た候補がなく、6月16日と17日に決選投票が行われ、6月24日に初のイスラム系大統領となるムハンマド・ムルシーが当選者と公式に発表された。
しかし6月13日、法務省は軍の憲兵や情報部員に一般市民を逮捕する権限を付与すると発表。6月14日、最高憲法裁判所が選挙法に不備があり3分の1の議員について当選を無効と認定した。これに伴い議会は解散されることとなり、軍最高評議会は立法権掌握を宣言した。こうした動きは民政移管への動きに反するものとして警戒心を呼び、また憲法裁長官がムバーラク政権時代に任命されていることから、司法を利用した軍によるソフトクーデターとの批判も行われた。
ムルシーは6月30日に最高憲法裁判所にて宣誓を行い、正式に大統領に就任した。

## 挫折、軍政復活
革命後の選挙で発足したムルシー政権においても、ムバーラク時代の負の遺産の清算はうまく行かなかった。主要な産業である観光業は落ち込み、物価はそれまでより高騰した。そのためにムルシー政権に反発する抗議運動が2012年から翌2013年に展開された。
そのようなムルシー政権への抗議運動に乗じて、2013年7月3日には軍がムルシーを大統領職から解任し憲法を停止、ムルシーの身柄を拘束する、事実上の軍事クーデターを起こした（2013年エジプトクーデター）。これにより誕生したシーシ政権は革命の再発を恐れ革命前以上の強権体制を復活した。

## ムバーラクに対する裁判
ムバーラクに対する裁判は2011年8月3日にカイロ刑事裁判所にて開始された。弁護側が裁判長交代を求めたため、約3ヶ月間休止した後に12月末に再開された。裁判では約850人の死亡者が出たことに対するムバーラクの責任が争点となり、ムバーラク側は無罪を主張。これに対し検察側は、2012年1月5日の公判で革命のさなかデモ隊の殺害に関与したとしてムバーラクら7人に絞首刑による死刑を求刑した。6月2日に判決公判が開催されることとなり、約2週間後の大統領選決選投票への影響を考慮し判決言い渡しが延期されるとの憶測もあったが、6月2日に予定通り判決が言い渡され、ムバーラクは終身刑となった。デモ隊の殺害に関与したことは認定されたが死刑は回避された形となり、これに不満を持った市民が判決直後に警官隊と衝突し、各地でデモが発生した。
クーデター後、ムバーラクへの裁判は上級審によって審理やり直しが決定し、2014年11月29日に事実上の無罪となる公判棄却の判決が言い渡された。

## 関係者の動向

### エルバラダイ

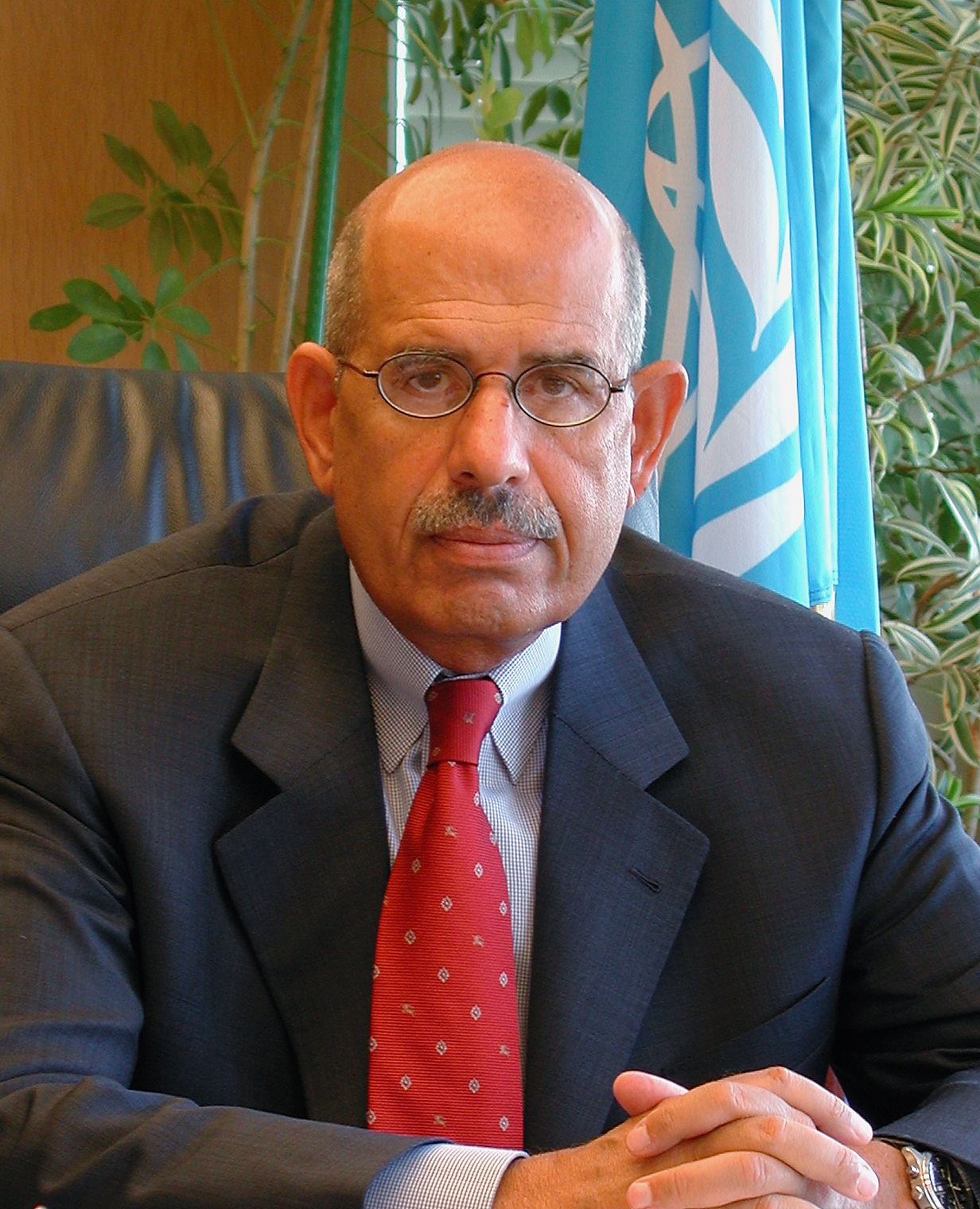
モハメド・エルバラダイ

かねてからムバーラクの長期政権に批判的であり、2011年秋に予定されている大統領選挙への出馬意欲も示していたIAEA前事務局長のモハメド・エルバラダイはドイツの『シュピーゲル』誌においてチュニジアの例を引き合いに出し、エジプト国民も行動を起こすべきだと主張した。ノーベル平和賞を受賞するなど知名度が高く、エジプト民主化勢力の指導的立場にあるとされるエルバラダイではあるが、その求心力低下を指摘する声もある。1月27日にはムバーラクに退陣を要求した。同日、ウィーンからエジプトに帰国し、デモ参加の意向を表明。またムバーラク政権崩壊後に自らが政権移行を担う意欲を示した。
1月28日の大規模デモには予告通り参加したが、礼拝したモスクが治安部隊に取り囲まれ、一時は自宅に軟禁されたとも、デモが行われた現場からの移動が制限されたとも報じられた。また、モスクから出て再びデモに参加したなど情報が錯綜したが、30日にカイロで行われたデモに姿を見せ、デモ継続を訴えた。
29日にアルジャジーラに出演し、退陣拒否を表明したムバーラクに対して改めて退陣を要求した。野党勢力はエルバラダイを中心として結集しようとしているが、実際にまとまりきれるか疑問視する声や、長くエジプトにいなかったエルバラダイに対する反発の声もある。2月6日に行われた政府当局と野党勢力との対話にも招かれることはなかった。
ムバーラクが退陣し全権が軍に移譲された後も混乱は収まらず、3月10日には大統領選挙への出馬を表明。その後も軍に反発する勢力によってエルバラダイを首班とする暫定政権の樹立が叫ばれるなど、政権担当に期待する声も上がった。しかし2012年1月14日、大統領選挙への出馬を取りやめると表明している。

### エジプト軍
1月末に中立の立場を表明し、デモに対しても容認ないし黙認の姿勢を取った。ムバーラクに対して引導を渡したとの説もある。ムバーラク辞任後はエジプト憲法の規定に沿い、また、ムバーラクの意思によりエジプト軍最高幹部会が全権を掌握したが、あくまでも一時的な処置であり早急に国民の意思によって樹立された政権に全権を戻すとしている。

## 要因
一連の動きが大規模になり、政権が崩壊にまで至った理由として、大きく2つの要因（説）が考えられている。

### インターネット・携帯電話の普及によるもの
概要などにもあるように、一連の動きがチュニジアのジャスミン革命で見られたFacebookといったソーシャル・ネットワーキング・サービス（SNS）、Twitterといったミニブログ、そしてYouTubeといった投稿動画サイトをきっかけに広がったため、識者からは「ネットメディアが大きな役割を果たした」・「インターネットから起きた革命」と称された。実際、エジプトではコンピュータ教育が浸透し、自宅にパソコンのない貧困層でも1時間2エジプトポンド（約30円）で利用できる格安のインターネットカフェが存在していることからも、一連の動きが広まったと考えられる十分な理由になる。さらにエジプトなどの発展途上国でも携帯電話の普及率が高いため、一連の動きが急速に拡大した要因にもなっている。なお、4月6日運動が活動の一端に使ったのも、インターネット（主にFacebook）である。
しかしながら、インターネットや携帯電話の普及は、あくまで一連の動きを成功させるための一つのツールでしかないと懐疑的に見る識者も存在する。

### ジェネレーションギャップによるもの
インターネットや携帯電話はあくまでツールの役割でしかないとする背景には、若年層（15歳～35歳）の多さと旧世代（50歳前後）とのジェネレーションギャップから来ていると指摘している向きがある。
2011年2月19日および20日付のイギリスのフィナンシャルタイムズによれば、2011年にはエジプトの人口の半分が25歳未満で、15～35歳の世代が人口の36％を占めると推測している。この層はムバーラクを腐敗や独裁の象徴として扱い、政府との対話を選んだ野党の対応にさえ「口先だけ」・「政権を延命させるだけ」と手厳しい評価を下している。対米・対イスラエル感情も不服はあるものの民主的な制度を見習うべきだと現実的な見方をしている。そのため欧米型民主主義への渇望を抱く者が多いとされる。先述にあるインターネットを駆使するのも若年層である。一部の識者は、この世代が持っている行動の背景にグローバリゼーションがあると分析する者もいる。
対して人口の15％ほどしかいない50歳以上やそれより若干多いと思われる50歳代前はむしろムバーラクに対して、老害なところはあれど悪くもなかったと評している。ムバーラク自身が第4次中東戦争で活躍し、シナイ半島をイスラエルから『奪い返した』英雄の側面があり、第4次中東戦争以降、国内では戦争が起こらなかったこと、アラブ世界から孤立したエジプトの地位回復に努めたことなども彼らがムバーラクは良くもないが悪くもないと評される理由として挙げられる。仮にムバーラクに批判的な部分はあれども、政権打倒にまで至った若年層の行動に対して、いきすぎ感をも感じている。加えて、ムバーラクが近く（任期終了後に）辞めると言っているのに、これ以上恥をかかせるべきではないと感じ、相手のメンツを重んじるというエジプトにある風習を行わない若年層を非寛容とも見ている。またイスラエルへの憎悪を抱かない、アラブ的な思考の薄い若年層に対して、民族の誇りを失い堕落していると感じてもいる。

## 死者、暴行、及び疑惑

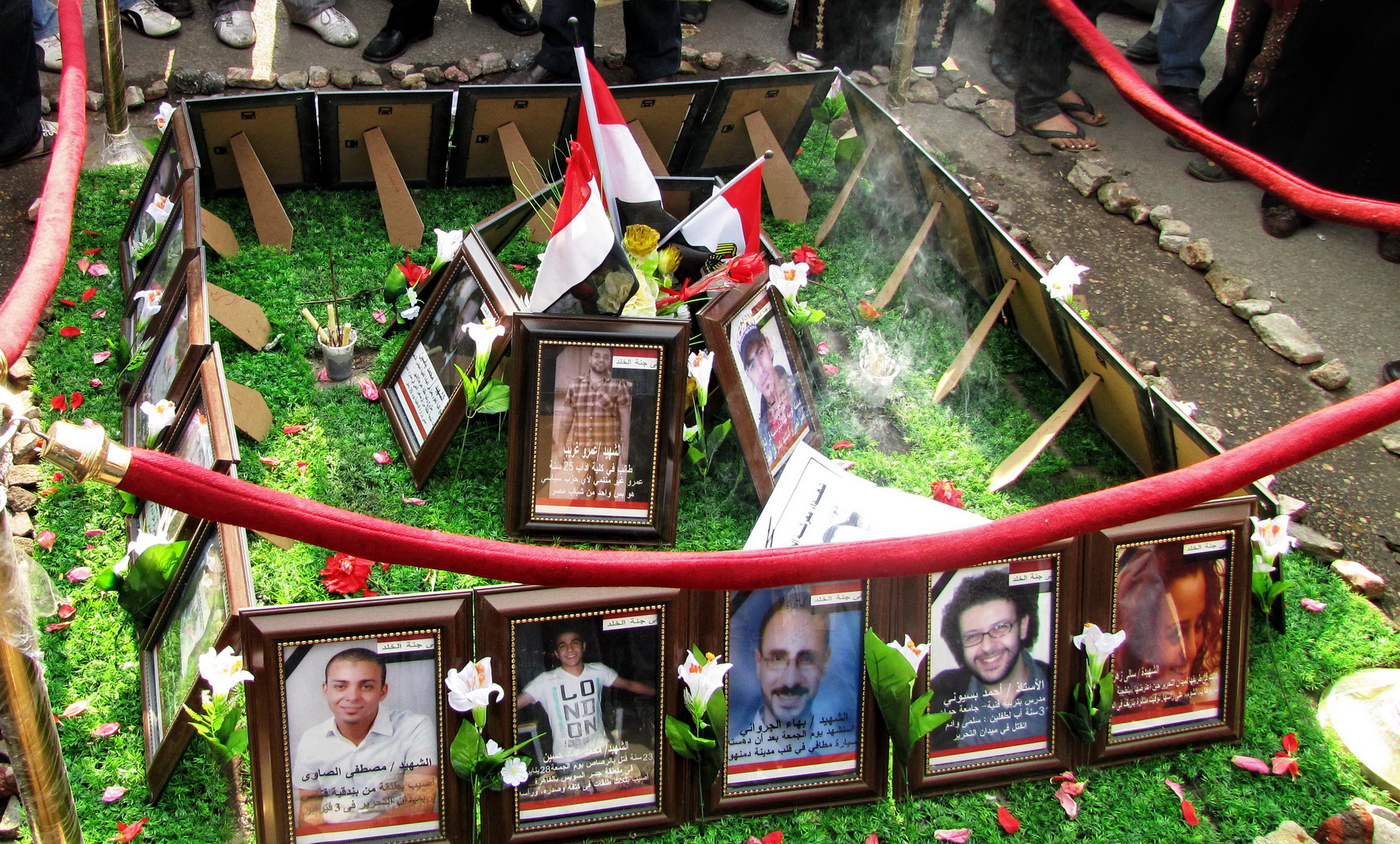
Tahrir Square memorial made by demonstrators in honour of those who died during the protests, regarded as shuhada' شهداء (martyrs). The photo captions attribute most of the deaths to police violence.

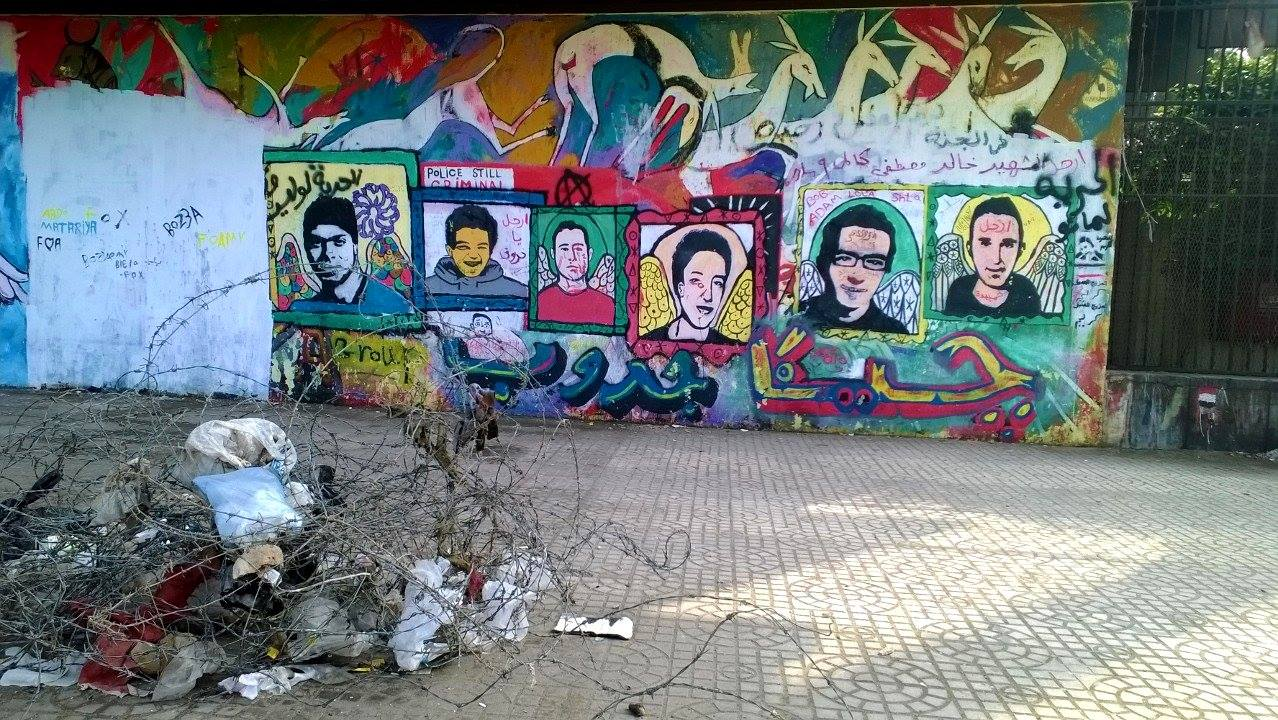
Graffiti at Tahrir square, commemorating martyrs of the revolution

アルジャジーラの1月30日の報道によれば抗議側の150人が死亡した。
1月29日には2000人が負傷。
同日、カイロにあるアゼルバイジャンの大使館の職員が帰宅途中に殺され、アゼルバイジャンは市民を逃すための飛行機を送り、殺人事件の調査に乗り出した。
2月1日には抗議側が少なくとも125人死亡。
エジプト政府の事実調査委員会の4月19日の発表によればおよそ3週間の暴動で846人が死亡した。
- アメリカ・CBSテレビのララ・ローガン（en:Lara Logan）記者が2月11日（つまり政権崩壊直後）、タハリール広場でのデモを取材中に反ムバーラク派の群衆によって性的暴行を受けたと2月15日に発言している。取材陣と共に同所を取材中に、約200人の群衆が取材班や同行の警備チームを取り囲み、取材陣とはぐれたローガン記者は殴られた上に性的暴行を受けたとされる。その後20人のエジプト軍と女性グループに助けられ、取材陣と合流。2月12日に帰国している。当時広場では男性が手を繋いで女性や子供を守る姿も見られたものの、それでも男性に女性が暴言や性的嫌がらせを受けるケースがあったという[221][222]。なお、彼女は2月2日にはアレクサンドリアの取材中に兵士や私服の当局によって取材妨害に遭い、翌3日にカイロで拘束。目隠し手錠された上に銃を突き付けられながら夜通しの取り調べも受けている[223]。報道記者の権利擁護を掲げる団体「プレス・エンブレム・キャンペーン」は「殺人に等しい」と非難し、報道関係者を狙った全ての暴行事件の調査を即座に始めるよう訴えている[224]。またエジプト在住のCNN女性カメラマンのメアリー・ロジャーズは、痴漢の被害に遭ったと証言し、別の同僚は下着をはぎ取られそうになったとも証言している[225]。
- 一連の動きで、行方不明者が数百人に上っている。人権団体メンバーは「軍が拘束を続けている」と発表しているとAFP通信が伝えている[149]。

## 諸外国の反応
- 日本 - 前原誠司外務大臣は平和裡に解決されるよう望むと会見で表明。また同時に、エジプト政府に対し改革を実行し、デモ隊に対して情報統制や武力弾圧をしないよう期待するとも述べた[226]。また、菅直人内閣総理大臣は、エジプト騒乱により現地で足止めされている日本人旅行者などの保護及び脱出を図るため、チャーター機活用などの必要な措置を執るように前原誠司外務大臣らに指示を行った[227]。
- 国際連合 - 潘基文事務総長は事態を注視し、エジプトは市民の声に耳を傾けるべきと指摘[228]。
- アメリカ合衆国 - エジプトを重要な同盟国とみなしてきたが、大規模デモが発生してからはムバーラクに対し言論の弾圧の中止、また改革の推進を求めた[229]。1月27日にはバラク・オバマ大統領がYouTubeにて、暴力が全ての答えではないとして双方に自制を求めた[230]。1月30日にはムバーラクの退陣を求めると発表[79]。一方、シンクタンクのアメリカンエンタープライズ研究所（AEI）は、「どのような政権になろうと親米であることが最重要」と述べている[231]。
- イスラエル - ムバーラク政権とは良好な関係を維持してきた。デモに対する公式発言は行っていないが、閣僚が匿名で、軍の力によってムバーラクは事態を乗りきれると発言したとされる[232]。
- サウジアラビア - アブドゥッラー国王はムバーラクを全面的に支持する立場。安定が損なわれるとしてデモを非難している[233]。
- 中国 - 外務省は社会の安定と秩序の回復を求めると発表。同時に一連の動きが自国内で起こらないように警戒していると見られている[234]。
- 欧州連合 - 身柄を拘束された全てのデモ参加者の釈放と、人権尊重を要求[235]。
- イギリス - デーヴィッド・キャメロン首相は改革の必要性を指摘[236]。
- フランス - ミシェル・アリヨ＝マリー外務大臣は深い懸念を表明し、全政党による対話を呼びかけた[237]。
- ドイツ - アンゲラ・メルケル首相はエジプト政府に対してデモ隊との対話を促した。また情報統制を批判した[238]。
- イタリア - シルヴィオ・ベルルスコーニ首相は「大統領がとどまっても民主化できると期待する。西側からは、最も賢い人とみなされている」とムバーラク大統領の支持を表明している[239]。
- ロシア - 外務省は騒乱に深刻な懸念を表明。双方に自制を求めた[240]。

## 影響

### 経済
一連のデモにより、エジプト・ポンドは下落し、1月26日には1USドル=5.830ポンドという約6年ぶりの安値となった。また同日、株式市場でも行き先の不透明感が影響したためか株価指数が4.6%下落した。また1月27日にはクレジット・デフォルト・スワップ市場にてリスクがイラクを上回り、株価も10%以上下落した。エジプト情勢の緊迫化を受け、1月28日のヨーロッパやアメリカの株式市場は下落。また原油調達に支障が出るとの懸念から、原油価格が上昇した。
エジプト証券取引所は1月27日を最後に一時閉鎖された。一時は2月7日に再開するとしていたが、政権崩壊後もカイロ市内のデモが止まなかったため、その後2月13日・2月16日・2月20日と延期が繰り返された。エジプト証券取引所の会長は2月24日、中東通信に対し、取引再開の日程について2月27日に最終決定を行うと述べた。これに伴い、エジプト関連の証券の取り扱いが出来ないことから、同国の証券を組み入れた投資信託の解約が停止された。最終的に、同年3月23日に取引が再開された。
またデモの影響を受け、エジプトへの観光にキャンセルが生じるなど観光に大打撃を与え、1日あたりの損失額は約3億1000万USドル（約258億円）に登るという試算もある。

### 政治
- エジプトはアラブ世界における随一の大国であり、イスラエルとの平和条約を結んでいる数少ないアラブ国であり、また、中東とヨーロッパを結ぶスエズ運河を擁する国である。この国での騒乱は少なからず周辺に影響をあたえると言われる。
- 2011年2月22日、イランの艦隊がエジプトと国交を断絶して初めてスエズ運河を通過した[255]。
- ムバーラク政権の崩壊後、各分野で軍人から文民に権力移譲が起き、結果として軍人による管理体制が緩んでいると指摘されている。ルクソール熱気球墜落事故も、気球運行を監督する民間航空省で、軍人の影響力が弱まり、安全の監査が緩和された事が原因との指摘がある[256]。